# 玉庭村
玉庭村（たまにわむら）は山形県南置賜郡にあった村。現在の東置賜郡川西町の南半にあたる。

## 地理
- 山：高戸屋山、竹駒山、尾幡山、館山
- 河川：黒川

## 歴史
- 1889年（明治22年）4月1日 - 町村制の施行により、玉庭村、朴沢村、大舟村、上奥田村の区域をもって発足。
- 1955年（昭和30年）1月1日 - 東置賜郡小松町、中郡村、犬川村、大塚村と合併して東置賜郡川西町が発足。同日玉庭村廃止。